# Who Wants to Live Forever
A Who Wants to Live Forever a hatodik dal a brit Queen rockegyüttes 1986-os A Kind of Magic albumáról. A szerzője Brian May gitáros volt.
1986 elején Russell Mulcahy rendező megkérte őket, hogy írjanak zenét a Hegylakó című filmjéhez. Nem sokkal később láttak egy húszperces nyers részt a félig kész filmből, és erre kellett ötleteket kitalálniuk. May már a vetítésről hazafelé menet, az autóban ihletet kapott, és egy hordozható magnóra fel is vette az ötleteit.
A gitárost a halhatatlan főszereplő szerelmi kínjai ihlették meg: „A Hegylakó egy olyan emberről szól, aki rájön, hogy halhatatlan, és vonakodik elfogadni ezt a tényt. Hiába figyelmeztetik, hogy ne legyen szerelmes, mert bajba kerül, természetesen mégis szerelembe esik. És a lány, a kibe beleszeret, felnő, megöregszik, és végül a karjai közt hal meg. Ez áttört egy gátat bennem…” A szereplő helyzete a saját veszteségeire emlékeztették Mayt: akkoriban halt meg az apja, és vált el az első feleségétől.
A dal első versszakát May énekelte, a többit Freddie Mercury. Michael Kamen nagyzenekari kíséretet írt hozzá, amelyet az Abbey Road Studiosban rögzítettek a Royal Filharmonikus Zenekar közreműködésével. A dalban nincs basszusgitár, a dobot egyrészt May és David Richards producer adták szintetizátorral, másrészt a Filharmonikusok dobosai. Greg Prato az AllMusic oldalán ezt írta róla: „bár a gitáros írta, a dal mégis nagyon kevés gitárjátékot tartalmaz – nagyrészt inkább zongorára és billentyűsökre épül, és csaknem úgy hangzik, mint egy szimfonikus darab. Első hallomásra balladának tűnik, fokozatosan építkezik egy bombasztikus középső szakasz felé, majd visszatér az eredeti, ünnepélyes stílusához.”
1986. szeptember 15-én kislemezen is megjelent, és a huszonnegyedik helyet érte el az angol slágerlistán. A tizenkét hüvelykes kislemezen és az album CD-s kiadásán egy átdolgozott verziója szerepelt a dalnak, „Forever” címen. Ezen a jóval rövidebb, instrumentális változaton csak May zongorajátéka hallható, valamint a háttérben egy szintetizátor. 1986. szeptember 16-án a londoni Tobacco Wharf raktárépületben vették fel hozzá a videóklipet, a rendezője David Mallet volt. A klipben szerepelt a Filharmonikus Zenekar, és egy negyventagú gyermekkórus. John Deacon basszusgitáros, aki a dalban nem játszott semmilyen hangszeren, a klipben nagybőgőn imitálta a játékot. A filmben minden tag elegánsan felöltözve szerepelt, kivéve Roger Taylor dobost, aki állítása szerint be volt rúgva a felvételen.
Az 1986-os Magic Touron rendszeresen játszották, a dal első felében May szintetizátoron játszott, később elektromos gitárra váltott. Az 1992-es Freddie Mercury emlékkoncerten Seal énekelte. Sarah Brightman May közreműködésével dolgozta fel, ez a változat az 1995-ös Time to Say Goodbye albumára került fel. A 2005-ös Killer Queen: A Tribute to Queen tribute albumra a Breaking Benjamin feldolgozásában került fel. Luciano Pavarotti a Pavarotti & Friends jótékonysági koncerten Giorgiát kérte fel, hogy énekelje el a dalt. Az előadás 1995-ben koncertalbumon is megjelent.

## Közreműködők
- Ének: Freddie Mercury, Brian May
- Háttérvokál: Freddie Mercury, Brian May, Roger Taylor
- Vezényel: Michael Kamen

Hangszerek:
- Brian May: szintetizátor, elektromos gitár
- Royal Filharmonikus Zenekar: vonósok és fúvósok

## Kiadás és helyezések
| 7" kislemez (EMI QUEEN 9, Anglia) 1. Who Wants to Live Forever – 4:00 2. Killer Queen – 2:57 12" kislemez (EMI 12 QUEEN 9, Anglia) 1. Who Wants to Live Forever – 4:00 2. Who Wants to Live Forever – 5:15 3. Killer Queen – 2:57 4. Forever – 3:20 5" CD (Parlophone 2047672, Anglia) 1. Who Wants to Live Forever – 4:00 2. Friends Will Be Friends – 4:07 | \| Év \| Lista \| Helyezés \| \| ---- \| ----------------------- \| -------- \| \| 1986 \| Brit kislemezlista[8] \| 24 \| \| 1986 \| Belgium Ultratop[9] \| 44 \| \| 1986 \| Hollandia MegaCharts[9] \| 6 \| \| 1986 \| Ír slágerlista[10] \| 15 \| \| 1986 \| Német slágerlista[9] \| 52 \| |          |
| Év | Lista | Helyezés |
| 1986 | Brit kislemezlista | 24       |
| 1986 | Belgium Ultratop | 44       |
| 1986 | Hollandia MegaCharts | 6        |
| 1986 | Ír slágerlista | 15       |
| 1986 | Német slágerlista | 52       |